# یواس‌اس وسترن هوپ (آی‌دی-۳۷۷۱)
یواس‌اس وسترن هوپ (آی‌دی-۳۷۷۱) (به انگلیسی: USS Western Hope (ID-3771)) یک کشتی بود که طول آن ۴۲۳ فوت ۹ اینچ (۱۲۹٫۱۶ متر) بود. این کشتی در سال ۱۹۱۸ ساخته شد.